# Psicoanàlisi

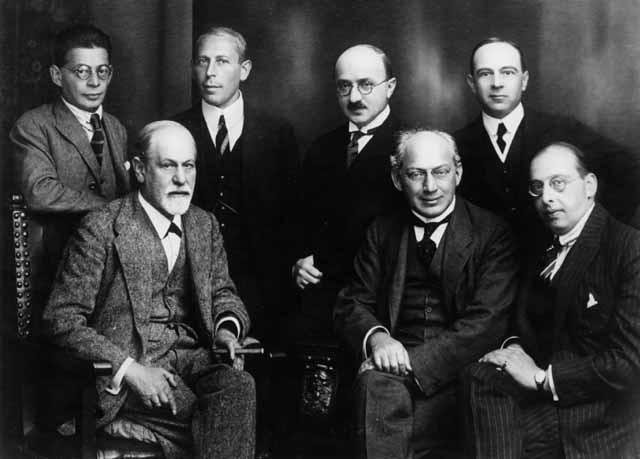
Freud i altres psicoanalistes l'any 1922. D'esquerra a dreta, asseguts: Sigmund Freud, Sándor Ferenczi i Hanns Sachs; dempeus: Otto Rank, Karl Abraham, Max Eitingon i Ernest Jones

La psicoanàlisi és un conjunt de teories i tècniques terapèutiques relacionades amb l'estudi de l'inconscient, basat en fenòmens com els de la motivació inconscient, el conflicte i el simbolisme oníric, que conjuntament formen un mètode de tractament de trastorns en la salut mental. La disciplina fou establerta a principis de la dècada de 1890 pel neuròleg austríac Sigmund Freud, basant-se parcialment en la feina clínica de Josef Breuer i d'altres.

## Història
Freud va fer servir per primer cop el terme psicoanàlisi l'any 1896. Die Traumdeutung (La interpretació dels somnis), que el mateix Freud considerava la seva obra més significativa, es publicà el 1899. Més endavant, la psicoanàlisi es desenvolupà en direccions diferents, principalment gràcies a estudiants de Freud com Alfred Adler i Carl Gustav Jung, i per neofreudistes com Erich Fromm, Karen Horney i Harry Stack Sullivan. Freud va retenir el terme psicoanàlisi per a la seva pròpia escola de pensament.
Alfred Adler, fundador de l'escola coneguda com a psicologia individual (1911), antideterminista i antibiologista, proposava un apropament més holístic al tractament de Freud, amb qui no compartia la teoria que el trauma sexual infantil fos la causa de la malaltia mental, i donava importància al fet que cada persona es mou competitivament per tal de superar el seu sentiment primari d'inferioritat.
Carl Gustav Jung fundà l'escola de psicologia analítica (també anomenada psicologia dels complexos i psicologia profunda) en una direcció antropologicocultural, incorporant en la metodologia nocions procedents de l'antropologia, l'alquímia, els somnis, l'art, la mitologia, la religió i la filosofia; extrapolà el concepte de libido més enllà de les qüestions netament sexuals, i aportà el concepte d'inconscient col·lectiu, que creia la base de la personalitat, producte de l'experiència històrica de la humanitat, que és el que fa que les persones manifestin comportaments comuns.

## Principis
La "peça central del procés psicoanalític" és la transferència, procés pel qual els pacients reviuen els conflictes d'infantesa redirigint a l'analista sentiments d'amor, dependència i ira. Els principis bàsics de la psicoanàlisi són: el desenvolupament d'una persona està sovint determinat per esdeveniments de la infantesa que s'obliden, més que únicament per trets heretats; el comportament humà i la cognició estan determinats en gran part per impulsos irracionals arrelats en l'inconscient; els intents de portar aquests impulsos al conscient topen amb una resistència en forma de mecanismes de defensa, principalment, la repressió; els conflictes entre material del conscient i de l'inconscient poden ser la causa de malalties mentals com la neurosi, trets neuròtics, ansietat i depressió; el material de l'inconscient es troba en somnis i actes no intencionats, incloent-hi amaneraments o lapsus linguae; l'alliberació dels efectes de l'inconscient s'aconsegueix portant aquest material cap al conscient amb intervencions terapèutiques.

## Sessions
Durant les sessions de psicoanàlisi, que solen durar 50 minuts i idealment es fan entre 4 i 5 cops per setmana, el pacient sol seure en un sofà o butaca, i l'analista se situa darrere seu fora del seu camp de visió. El pacient expressa els seus sentiments, incloent-hi associacions lliures, fantasies i somnis, a partir dels quals l'analista infereix els conflictes de l'inconscient que causen els símptomes i problemes del pacient. Amb l'anàlisi d'aquests conflictes, que inclou interpretar la transferència i la contratransferència (els sentiments de l'analista vers el pacient), l'analista confronta les defenses patològiques del pacient per ajudar-lo a fer una introspecció.

## Controvèrsies
La psicoanàlisi és una disciplina controvertida, i es discuteix la seva validesa com a ciència. Tanmateix, segueix tenint fortes influències en la psiquiatria, més en algunes parts que en d'altres. Els conceptes propis de la psicoanàlisi també s'utilitzen sovint fora del camp terapèutic, en àrees com la crítica literària psicoanalítica, a més d'anàlisis de pel·lícules, contes de fades i altres fenòmens culturals.